# Mapeamento dos Terreiros de Candomblé de Salvador
O Mapeamento dos Terreiros de Candomblé de Salvador foi um projeto com o intuito de conhecer, localizar e saber da situação fundiária dos terreiros de candomblé de Salvador, capital do estado brasileiro da Bahia. Foi desenvolvido pelas secretarias municipais da Reparação e da Habitação, em conjunto com o Centro de Estudos Afro-Orientais (CEAO) da Universidade Federal da Bahia (UFBA). Segundo os organizadores, esta medida também visa à colaboração e regularização fundiária dos espaços sagrados, diminuindo o preconceito das religiões afro-brasileiras. O projeto cadastrou 1 165 terreiros na capital, disponibilizando o mapeamento no portal virtual do CEAO.